# Атрошенко Владислав Анатолійович

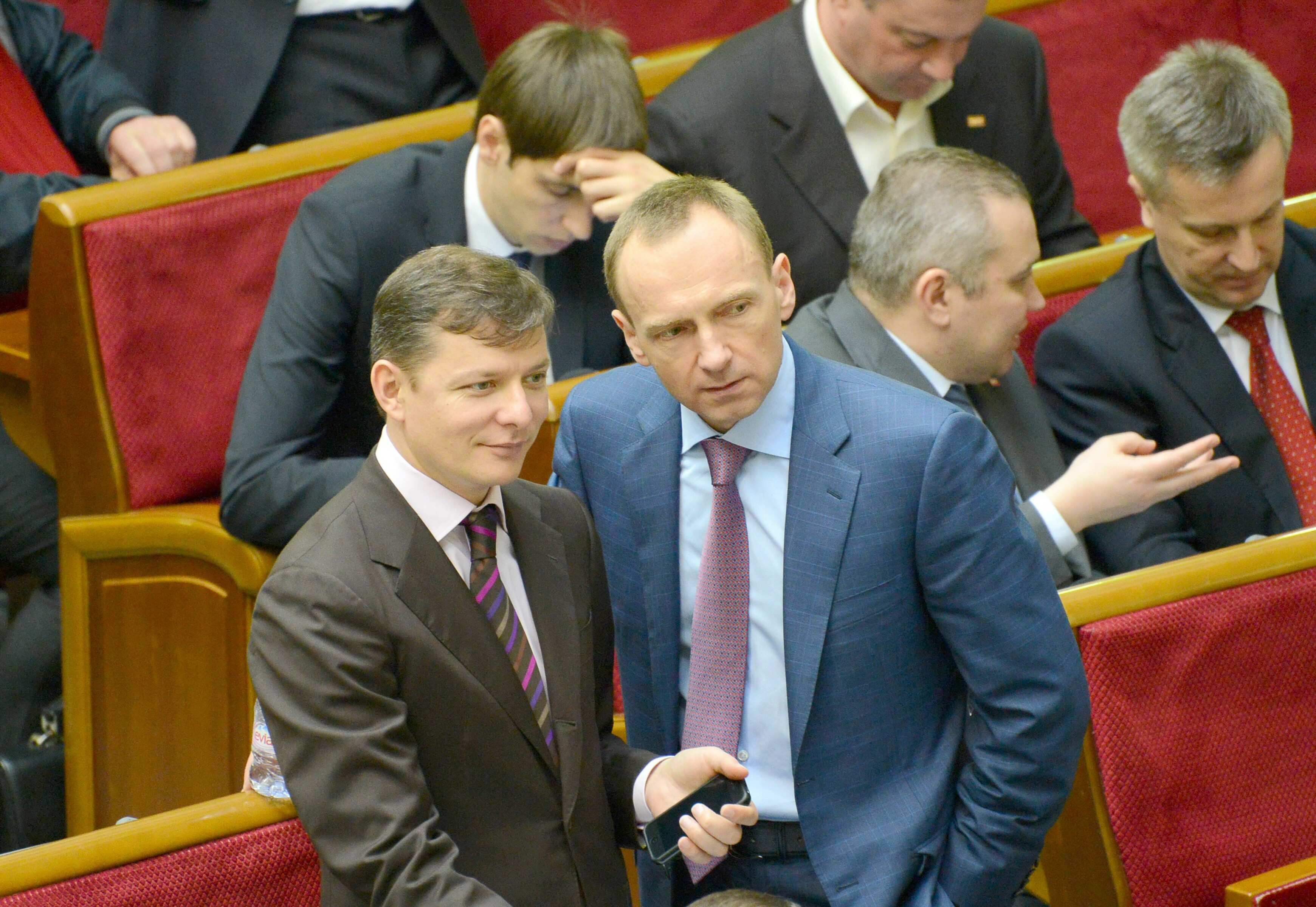
Владислав Атрошенко з Олегом Ляшком

Атро́шенко Владисла́в Анато́лійович (5 грудня 1968 , Чернігів ) — український державний діяч, політик та бізнесмен.
Міський голова Чернігова (2015—2023), голова Чернігівської обласної державної адміністрації (2005), народний депутат України IV, VII і VIII скликань (2002—2005, 2012—2014, 2014—2016).
Голова наглядової ради ВАТ «Київхліб», засновник благодійного фонду «Поліський оберіг».

## Біографія
Народився 5 грудня 1968 року у Чернігові. Його батьки родом з Городнянщини: мати, Тамара Іванівна — вчителька математики, депутат Верховної Ради Української РСР 11-го скликання; батько, Анатолій Федорович — інженер на Чернігівському заводі радіоприладів.
Навчався у чернігівській школі № 16, а після її закінчення в 1986 році вступив до Харківського авіаційного інституту на навчання за спеціальністю «Системи автоматичного управління літальними апаратами». У 1987—1989 роках проходив строкову службу у лавах Радянської армії, після якої продовжив навчання в ХАІ. В 1994 році Владислав Атрошенко закінчив виш, отримавши кваліфікацію інженера-електромеханіка.
З 1993 року — економіст у відділі валютних операцій чернігівської філії акціонерного банку «ІНКО».
В 1995 році одружився. Дружина, Ірина Тимофіївна — старший викладач Чернігівської політехніки.
До 2002 року працював на підприємствах, пов'язаних з аграрним комплексом:
- З 1994 року — фінансовий директор ЗАТ «Селянській торговий дім „АГРО“».
- З 1995 року — фінансовий директор, перший заступник генерального директора ЗАТ «Фалкон».
- З 8 січня 1998 — голова правління ЗАТ «Агроенергопостач».

З квітня 2002 по березень 2005 — народний депутат України IV скликання, обраний по виборчому округу № 207 (Чернігівська область). З 15 травня 2002 у фракції «Наша Україна». З червня 2002 року — член Комітету Верховної Ради України з питань бюджету.
Ввечері 17 вересня 2004 року Владислав Атрошенко, рухаючись за кермом «Mercedes-Benz W140», збив на смерть 69-річного мешканця села Красне. ДТП сталася за 25 метрів від пішохідного переходу, чоловік помер на місці пригоди. За словами Атрошенка, він рухався зі швидкістю 70-80 км/год, ділянка дороги була погано освітлена та не мала попереджувальних знаків, а пішохід з'явився раптово. У лютому 2005 кримінальна справа проти Атрошенка була закрита, проти чого протестувала громадянська партія «Пора».
4 лютого 2005 року призначений на посаду голови Чернігівської обласної державної адміністрації. 12 грудня 2005 року звільнений з цієї посади. Того ж року закінчив з відзнакою факультет вищих керівних кадрів Національної академії державного управління при Президентові України, отримавши освітній ступінь магістра державного управління.
Повернувся до підприємницької діяльності:
- З березня 2007 року — радник голови правління ВАТ «Кредобанк».
- З лютого 2009 року — голова Наглядової ради ВАТ «Київхліб»[11].

В 2010 році був обраний депутатом Чернігівської обласної ради.
На парламентських виборах 2012 року був обраний депутатом Верховної Ради України VII скликання по виборчому округу № 206. За результатами голосування отримав перемогу набравши 40,63 % голосів виборців.
16 січня 2014 року голосував у складі фракції Партії регіонів за диктаторські закони, які обмежували свободу та Конституцію України. Пізніше надіслав заяву з проханням вважати, що він не голосував.
На парламентських виборах 2014 року був обраний депутатом Верховної Ради України VIII скликання по виборчому округу № 206. За результатами голосування отримав перемогу, набравши понад 50 % голосів виборців.
З 4 грудня 2014 року — заступник голови Комітету Верховної Ради України з питань транспорту.
Лауреат премії «Людина року»-2017 в номінації «Міський голова року».

## Діяльність

### Міський голова Чернігова

#### Вибори 2015
2015 року висунутий кандидатом в мери міста Чернігова від Блока Петра Порошенка «Солідарність» на місцевих виборах, що відбулися 25 жовтня.
У першому турі зайняв друге місце за кількістю голосів після чинного мера Олександра Соколова і пройшов у другий тур, який відбувся 15 листопада 2015 року, де здобув перемогу.
Атрошенка звинувачують у підкупі виборців через власний благодійний фонд «Поліський оберіг». Матеріальну допомогу від фонду роздавали через 4 офіси у Чернігові. Роздавали 300 грн. Біля офісів збиралися черги у сотні людей. У прес-релізі фонд повідомив, що роздав матеріальної допомоги 12 834 мешканцям Чернігова, що більше за кількість чернігівців, які отримали допомогу у Соколова. На виборах 15 листопада Комітет виборців України зафіксував значну кількість виборців із паспортами зі штрих-кодами. Чернігівський «Пік» це пов'язує із підкупом Атрошенком виборців. Гроші обіцяли заплатити тим, у кого буде штрих-код. 14 листопада поліція відкрила 2 справи щодо підкупу виборців.

#### Вибори 2020
25 жовтня 2020 року був переобраний мером Чернігова на другий термін (набрав 77,49 % голосів), його партія «Рідний дім» отримала більшість місць в міськраді.

#### Відсторонення від посади
7 грудня 2022 Яворівський районний суд Львова позбавив Атрошенка права обіймати посаду мера протягом року. 1 лютого 2023 року Львівський апеляційний суд підтвердив відсторонення Атрошенка від посади.

## Статки
Від свого батька Анатолія Атрошенко Владислав успадкував 138,4 млн грн. Має житловий будинок площею 783,1 м2, вартістю 6,9 млн грн.
В Чернігові володіє значною частиною бізнесу міста (ринки, офісні будівлі, компанії оптової торгівлі тощо) або напряму, або через родичів і бізнес-партнерів. Одним із найбільших бізнес-партнерів є мати, батько, тесть і Куліч Валерій (колишній губернатор Чернігівщини).
2020 року отримав у спадок від батька понад 138 мільйонів гривень та будинок на понад 700 кв. м, вартістю 6 мільйонів 900 тисяч 826 гривень.
Через партнерів володіє часткою чернігівського телеканалу «Дитинець».

## Критика
Звинувачувався у рейдерстві і підкупі виборців.

## Сім'я
- Батько — Анатолій Федорович (1940—2019), інженер, мав спільний сімейний бізнес із сином[11]
- Мати — Тамара Іванівна (1946 р. н.), вчитель математики, заслужений вчитель УРСР, депутат Верховної Ради УРСР XI скликання, має спільний сімейний бізнес із сином[11]
- Дружина — Ірина Тимофіївна, викладач Чернігівського технологічного університету, має спільний сімейний бізнес із чоловіком[11]
- Доньки — Анастасія (1997 р. н.) та Поліна (2005 р. н.)
- Тесть — Тимофій Тимофійович Бичков, має спільний бізнес із зятем Владиславом Атрошенком (страхова компанія «Гарантія», інтернет-провайдер «Основа»[33])[11]

Володіє і проживає в трьохповерховому будинку в елітному селищі Ямал під Черніговом (8 км на схід від Чернігова, між Брусиловом і Снов'янкою).

## Державні нагороди
- Орден «За заслуги» III ступеня (28 червня 2017) — за значний особистий внесок у державне будівництво, соціально-економічний, науково-технічний, культурно-освітній розвиток України, вагомі трудові здобутки та високий професіоналізм[35].
- Орден «За мужність» III ступеня (6 березня 2022) — за вагомий особистий внесок у захист державного суверенітету та територіальної цілісності України, мужність і самовіддані дії, виявлені під час організації оборони населених пунктів від російських загарбників[36].